# Middlesboro (krater)
Middlesboro – krater uderzeniowy w stanie Kentucky, w USA. Skały krateru są widoczne na powierzchni ziemi. We wnętrzu krateru znajduje się miasto Middlesboro.

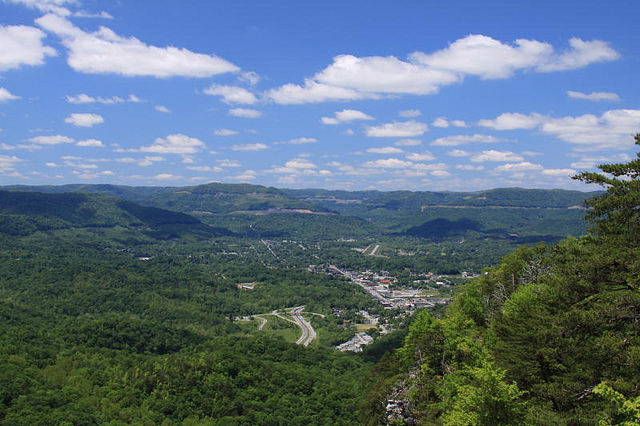
Miasto Middlesboro położone we wnętrzu krateru

Krater ma średnicę 6 km, powstał nie dawniej niż 300 milionów lat temu (zapewne w permie), w skałach osadowych, głównie pensylwańskich piaskowcach. Struktura ta wyróżnia się jako płaski, kolisty obszar otoczony wzgórzami poprzecinanymi przez strome doliny rzek.